# Ganjī
Ganjī (persiska: كانی گَنجی, كان گَنجی, كانی گَنجِه, گنجی, Kānī Ganjī) är en ort i Iran.   Den ligger i provinsen Kurdistan, i den nordvästra delen av landet, 400 km väster om huvudstaden Teheran. Ganjī ligger 1 845 meter över havet och antalet invånare är 584.
Terrängen runt Ganjī är platt åt nordväst, men åt sydost är den kuperad.Runt Ganjī är det ganska tätbefolkat, med 62 invånare per kvadratkilometer. Närmaste större samhälle är Qorveh, 19,4 km öster om Ganjī. Trakten runt Ganjī består till största delen av jordbruksmark.